# Fédération Comorienne de Basketball
La Fédération Comorienne de Basketball è l'ente che controlla e organizza la pallacanestro nelle Comore.
La federazione controlla inoltre la nazionale di pallacanestro delle Comore e ha sede a Moroni.
È affiliata alla FIBA dal 1995 e organizza il campionato di pallacanestro delle Comore.